# Teracotona uhrikmeszarosi
Teracotona uhrikmeszarosi är en fjärilsart som beskrevs av Szent-ivany 1942. Teracotona uhrikmeszarosi ingår i släktet Teracotona och familjen björnspinnare. Inga underarter finns listade i Catalogue of Life.